# 奥鲍伊·彼得
奥鲍伊·彼得（匈牙利語：Abay Péter，1962年5月13日—），匈牙利男子击剑运动员。他曾代表匈牙利参加1992年夏季奥林匹克运动会击剑比赛，获得男子团体佩剑银牌。